# Liste der Stolpersteine im Pardubický kraj

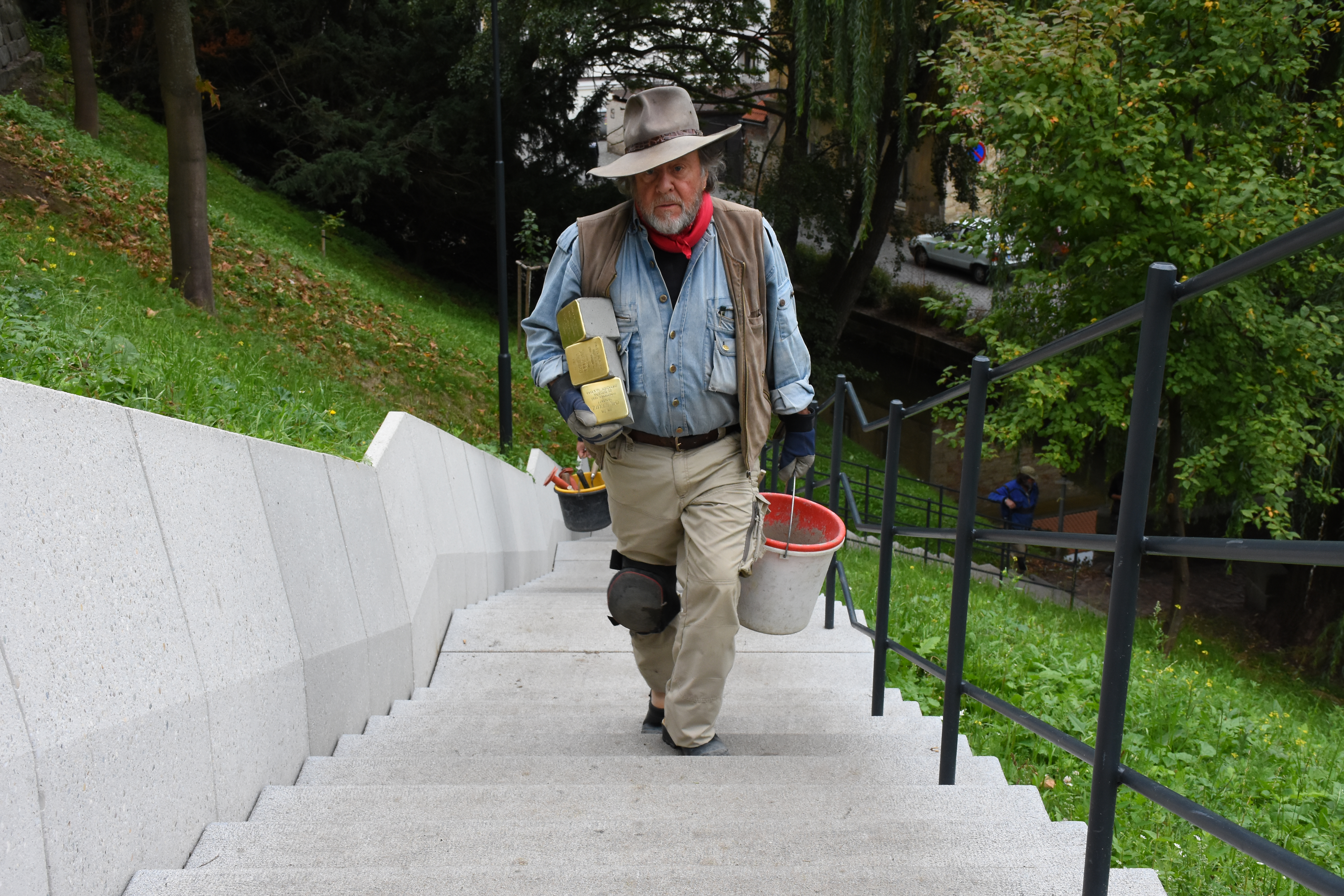
Gunter Demnig in Chrudim, 2017

Die Liste der Stolpersteine im Pardubický kraj enthält die Stolpersteine in der tschechischen Region Pardubický kraj (Pardubitzer Region), die an das Schicksal der Menschen dieser Region erinnern, welche von den Nationalsozialisten ermordet, deportiert, vertrieben oder in den Suizid getrieben wurden. Die Stolpersteine werden in der Regel von Gunter Demnig verlegt.
Das tschechische Stolpersteinprojekt Stolpersteine.cz wurde 2008 durch die Česká unie židovské mládeže (Tschechische Union jüdischer Jugend) ins Leben gerufen und hat sich 2015 aufgelöst. Die Stolpersteine liegen vor dem letzten selbstgewählten Wohnort des Opfers. Die Stolpersteine werden auf Tschechisch stolpersteine genannt, alternativ auch kameny zmizelých (Steine der Verschwundenen).

## Verlegte Stolpersteine

### Chrudim
| Stolperstein | Übersetzung                                                                                         | Verlegeort                            | Name, Leben |
| ------------ | --------------------------------------------------------------------------------------------------- | ------------------------------------- | --- |
|              | HIER LEBTE JIŘÍ ADLER GEB. 1938 DEPORTIERT 1942 NACH AUSCHWITZ ERMORDET 15.12.1943                  | Široká ul. čp. 87 Chrudim             | Jiří Adler, geboren am 9. Juni 1938, Sohn von Otto Adler und Pavla Adlerová, am 5. Dezember 1942 mit Transport Cf aus Pardubice in das KZ Theresienstadt deportiert, am 15. Dezember 1943 mit dem Transport Dr dann weiter ins KZ Auschwitz. Dort ermordet. |
|              | HIER LEBTE OTTO ADLER GEB. 1891 DEPORTIERT 1942 NACH BUCHENWALD ERMORDET 1944                       | Široká ul. čp. 87 Chrudim             | Otto Adler |
|              | HIER LEBTE BLANKA ADLEROVÁ GEB. 1933 DEPORTIERT 1942 NACH AUSCHWITZ ERMORDET 15.12.1943             | Široká ul. čp. 87 Chrudim             | Blanka Adlerová, geboren am 2. März 1933, Tochter von Otto Adler und Pavla Adlerová, am 5. Dezember 1942 mit Transport Cf aus Pardubice in das KZ Theresienstadt deportiert, am 15. Dezember 1943 mit dem Transport Dr dann weiter in das KZ Auschwitz. Dort ermordet. |
|              | HIER LEBTE PAVLA ADLEROVÁ GEB. 1906 DEPORTIERT 1942 NACH AUSCHWITZ ERMORDET 15.12.1943              | Široká ul. čp. 87 Chrudim             | Pavla Adlerová, geboren am 14. Januar 1906, Ehefrau von Otto Adler, am 5. Dezember 1942 mit Transport Cf aus Pardubice in das KZ Theresienstadt deportiert, am 15. Dezember 1943 mit dem Transport Dr dann weiter in das KZ Auschwitz. Dort ermordet. |
|              | HIER LEBTE DR. MED. ARTUR PACHNER GEB. 1874 DEPORTIERT 1942 NACH AUSCHWITZ ERMORDET 29.1.1944       | Resselovo náměstí 134 Chrudim         | Artur Pachner, geboren am 24. März 1874 in Německý Brod, heute Havlíčkův Brod, Ehemann von Gabriela Pachnerová, war ein tschechoslowakischer Zahnarzt und Publizist jüdischer Herkunft, der Opfer des Holocaust wurde. Sein Vater, Josef Pachner, war in der jüdischen Gemeinde in Německý Brod aktiv und Mitbegründer des jüdischen Friedhofs. Artur Pachner studierte Medizin an der Karls-Universität in Prag, zog 1899 nach Chrudim um und eröffnete eine Praxis. Er veröffentlichte zahlreiche Fachaufsätze aus dem Bereich Stomatologie, Metallurgie u. a. Nach der Besetzung des Landes durch die Wehrmacht wurde Artur Pachner mit seiner Frau Gabriela Pachnerová verhaftet. Am 5. Dezember 1942 wurden sie mit dem Transport Cf aus Pardubice in das KZ Theresienstadt deportiert, wo Pachner zeitweise in der Kleinen Festung gehalten wurde, am 18. Dezember 1942 wurden sie mit dem Transport Ds in das sogenannte Theresienstädter Familienlager des KZ Auschwitz-Birkenau gebracht. Offenbar im Januar 1944 wurde er dort ermordet. |
|              | HIER LEBTE GABRIELA PACHNEROVÁ GEB. 1881 DEPORTIERT 1942 NACH AUSCHWITZ ERMORDET 18.12.1943         | Resselovo náměstí 134 Chrudim         | Gabriela Pachnerová geb. Schillerová wurde am 13. März 1881 in Polná geboren. Sie heiratete Artur Pachner. Am 5. Dezember 1942 wurde sie mit dem Transport Cf aus Pardubice in das KZ Theresienstadt deportiert, am 18. Dezember 1942 dann mit dem Transport Ds in das sogenannte Theresienstädter Familienlager des KZ Auschwitz-Birkenau deportiert, wo sie in der Gaskammer 1944 ermordet wurde. |
|              | HIER LEBTE OLGA ŘÍHOVÁ GEB. 1904 DEPORTIERT 1943 NACH AUSCHWITZ ERMORDET 12.9.1943                  | Široká ul. čp. 87 Chrudim             | Olga Říhová, geboren am 15. April 1904, war mit einem Schuldirektor in einer Mischehe verheiratet; sie wurde zwar geschieden, ihr Ehemann ließ den gemeinsamen Sohn in ihrer Pflege, was sie vor der ersten Deportationswelle vermutlich schützte. Sie wurde erst 1943 denunziert und durch die Gestapo verhaftet und in das KZ Auschwitz deportiert, wo sie am 12. September 1943 ermordet wurde. |
|              | HIER LEBTE DR. JUR. RICHARD SCHMIDL GEB. 1882 DEPORTIERT 1942 NACH THERESIENSTADT ERMORDET 2.2.1943 | Široká ul. čp. 87 Chrudim             | Richard Schmidl, geboren am 27. März 1882, wurde am 5. Dezember 1942 mit Transport Cf aus Pardubice in das KZ Theresienstadt deportiert. Dort am 2. Februar 1943 ermordet. |
|              | HIER LEBTE EMIL SEIDLITZ GEB. 1877 DEPORTIERT 1942 NACH THERESIENSTADT ERMORDET 22.1.1943           | Pod Myší Dírou/Soukenická ul. Chrudim | Emil Seidlitz, geboren am 2. Mai 1877, wurde am 5. Dezember 1942 mit Transport Cf aus Pardubice in das KZ Theresienstadt deportiert. Dort am 22. Januar 1943 ermordet. |
|              | HIER LEBTE FRANTIŠKA SEIDLITZOVÁ GEB. 1877 DEPORTIERT 1942 NACH THERESIENSTADT ERMORDET 12.2.1943   | Pod Myší Dírou/Soukenická ul. Chrudim | Františka Seidlitzová, geboren am 15. März 1877, wurde am 5. Dezember 1942 mit Transport Cf aus Pardubice in das KZ Theresienstadt deportiert. Dort am 12. Februar 1943 ermordet. |
|              | HIER LEBTE IRMA VTÍPILOVÁ GEB. 1898 DEPORTIERT 1942 NACH AUSCHWITZ ERMORDET 23.1.1943               | Pod Myší Dírou/Soukenická ul. Chrudim | Irma Vtípilová, geboren am 5. April 1898, wurde am 5. Dezember 1942 mit Transport Cf aus Pardubice in das KZ Theresienstadt deportiert, am 23. Januar 1943 mit dem Transport Cr dann weiter in das KZ Auschwitz. Dort ermordet. |

### Luže
In Luže wurden fünf Stolpersteine verlegt.
| Bild | Inschrift                                                                                            | Verlegeort                          | Name, Leben                  |
| ---- | --- | ----------------------------------- | ---------------------------- |
|      | HIER WOHNTE OTA ČERVINKA JG. 1916 DEPORTIERT 1942 NACH THERESIENSTADT ERMORDET 1943 IN AUSCHWITZ     | náměstí Plk. Josefa Koukala 49 Luže | Ota Červinka (1916–1943)     |
|      | HIER WOHNTE OLGA ČERVINKOVÁ JG. 1888 DEPORTIERT 1942 NACH THERESIENSTADT ERMORDET 1943 IN AUSCHWITZ  | náměstí Plk. Josefa Koukala 49 Luže | Olga Červinková (1888–1943)  |
|      | HIER WOHNTE ROBERT VIELGUT JG. 1899 DEPORTIERT 1942 NACH THERESIENSTADT ERMORDET 1943 IN AUSCHWITZ   | Husova 75 Luže                      | Robert Vielgut (1899–1943)   |
|      | HIER WOHNTE GABY VIELGUTOVÁ JG. 1930 DEPORTIERT 1942 NACH THERESIENSTADT ERMORDET 1943 IN AUSCHWITZ  | Husova 75 Luže                      | Gaby Vielgutová (1930–1943)  |
|      | HIER WOHNTE MARTA VIELGUTOVÁ JG. 1904 DEPORTIERT 1942 NACH THERESIENSTADT ERMORDET 1943 IN AUSCHWITZ | Husova 75 Luže                      | Marta Vielgutová (1904–1943) |

### Svitavy
| Bild | Name | Verlegeort                     | Leben |
| ---- | --- | ------------------------------ | --- |
|      | HIER WOHNTE ARNOŠT FREUND JG. 1911 DEPORTIERT 1941 NACH THERESIENSTADT ERMORDET 1942 IM LAGER IZBICA                           | náměstí Míru č. 97 · Svitavy · | Arnošt Freund wurde am 23. September 1911 geboren und war mit Irma Freundová verheiratet. Das Paar hatte einen Sohn – Jiří, geboren am 11. Dezember 1937. Die Familie lebte in Brno. Am 2. Dezember 1941 wurde er zusammen mit seiner Frau und seinem Sohn mit dem Transport G (seine Nummer auf dem Transport lautete 64) von Brno nach Theresienstadt deportiert. Von dort wurde er am 25. Mai 1942 mit seiner Familie mit dem Transport Az (seine Nummer auf dem Transport lautete 585) ins Ghetto Izbica überstellt. Mit diesem Transport wurden 997 Menschen deportiert, nur ein Mensch dieses Transportes hat überlebt. Arnošt Freund und seine Familie wurden ermordet. |
|      | HIER WOHNTE EMIL FREUND JG. 1878 DEPORTIERT 1942 NACH THERESIENSTADT ERMORDET 1942 IN AUSCHWITZ                                | náměstí Míru č. 97 · Svitavy · | Emil Freund wurde am 1. September 1878 in Ubušín geboren und war Vater von Arnošt Freund und Louise Hermanová. Entweder 1918 oder 1919 starb seine Frau an der Spanischen Grippe. Am 19. März 1942 wurde er mit dem Transport Ac von Brno ins Ghetto Theresienstadt deportiert (seine Nummer auf dem Transport lautete 121), am 27. April 1942 erfolgte seine Überstellung ins Ghetto Izbica mit Transport Aq (Nr. 944). Laut eines Interviews mit seiner Tochter Louise, wurde er hingegen nach Auschwitz transportiert – mit dem Zug, mit dem sie in Theresienstadt ankam. Er hatte zu diesem Zeitpunkt eine Lungenentzündung und hohes Fieber.                              |
|      | HIER WOHNTE LOUISE HERMANOVÁ GEB. FREUNDOVÁ JG. 1916 DEPORTIERT 1942 NACH THERESIENSTADT AUSCHWITZ UND BERGEN-BELSEN ÜBERLEBTE | náměstí Míru č. 97 · Svitavy · | Louise Hermanová wurde am 8. Mai 1916 in Svitavy geboren. Ihr Vater war Emil Freund. 1934 begann sie eine Ausbildung zur Montessori-Pädagogin in Prag. Sie arbeitete in verschiedenen jüdischen Familien als Erzieherin. Im Februar 1942 wurde sie ins Ghetto Theresienstadt deportiert. Mitte Dezember 1943 wurde sie nach Auschwitz deportiert, wo sie am 24. Dezember 1943 ankam. Sie arbeitete in der Munitions- und Waffenherstellung. Anfang 1945 wurde das Lager evakuiert, die Häftlinge mussten auf einem Todesmarsch Richtung Westen ziehen. Am 14. Juli 1945 wurde sie entlassen und reiste nach Prag. Am 2. Februar 2013 starb sie in České Budějovice.            |
|      | HIER WOHNTE DR. MED. ALBERT MELLER JG. 1890 DEPORTIERT 1943 NACH THERESIENSTADT ERMORDET 1943 IN AUSCHWITZ                     | náměstí Míru č. 13 · Svitavy · | Albert Meller wurde am 9. Januar 1890 geboren und war Arzt. Er lebte zuletzt in Prag, in der Walderaushova 6. Am 13. Juli 1943 wurde er mit dem Transport Di von Prag nach Theresienstadt deportiert (seine Nummer auf dem Transport lautete 215). Von dort wurde er am 6. September 1943 mit dem Transport Dl nach Auschwitz überstellt (seine Nummer auf dem Transport lautete 1377). Hier wurde er ermordet. |
|      | HIER WOHNTE DR. MED. OLGA MELLEROVÁ JG. 1897 DEPORTIERT 1943 NACH THERESIENSTADT ERMORDET 1943 IN AUSCHWITZ                    | náměstí Míru č. 13 · Svitavy · | Olga Mellerová wurde am 13. Mai 1897 geboren und lebte zuletzt in Prag in der Slezská 120. Am 13. Juli 1943 wurde sie mit dem Transport Di von Prag nach Theresienstadt deportiert (ihre Nummer auf dem Transport lautete 214). Von dort wurde sie am 6. September 1943 mit dem Transport Dl nach Auschwitz überstellt (ihre Nummer auf dem Transport lautete 1378). Hier wurde sie ermordet. |

## Verlegedaten
- Die Stolpersteine in Chrudim wurden am 19. September 2017 von Gunter Demnig verlegt.[15]
- Die Stolpersteine in Svitavy wurden am 15. September 2014 von Gunter Demnig verlegt.[16]